# 애플 메뉴
애플 메뉴(Apple menu)는 클래식 Mac OS, macOS 및 A/UX 운영 체제의 메뉴 표시줄 왼쪽에 있는 드롭다운 메뉴이다. 애플 메뉴의 역할은 애플의 운영 체제의 역사를 통해 바뀌었지만 메뉴에는 항상 애플 로고 버전이 표시되어 왔다.

## 시스템 6 이하
시스템 6.0.8 및 이전 버전에서는 애플 메뉴에 제어판과 계산기, 스크랩북, 알람 시계 등 책상 액세서리가 포함되어 있었다. 멀티파인더(MultiFinder, 컴퓨터 멀티태스킹의 초기 구현)가 활성화된 경우 애플 메뉴를 통해 사용자는 실행 중인 여러 응용 프로그램 간에 전환할 수도 있다. 매킨토시 사용자는 시스템 유틸리티 "Font/DA Mover"를 통해 타사 데스크 액세서리를 추가할 수 있다. 그러나 애플 메뉴에 표시할 수 있는 데스크 액세서리의 수에는 제한이 있었다. OtherMenu와 같은 타사 셰어웨어 패키지에는 사용자가 애플의 제한 사항을 넘어 데스크 액세서리를 설치할 수 있도록 하는 두 번째 사용자 정의 가능한 메뉴(상표 애플 로고 없음)가 추가되었다.

## 시스템 7.0–9.2.2
시스템 7.0에는 시스템 폴더에 애플 메뉴 항목 폴더가 도입되었다. 이를 통해 사용자는 메뉴에서 즐겨 사용하는 소프트웨어 및 문서에 대한 별칭을 배치할 수 있었다. 메뉴 관리자는 이러한 추가 사항을 알파벳 순서로 강제 지정하여 사용자가 가장 적합한 순서로 정렬하기 위해 선행 공백, 숫자 및 기타 문자를 사용하여 별칭 이름을 바꾸도록 했다. 여러 타사 유틸리티는 각 항목의 이름을 바꾸지 않고도 애플 메뉴에 추가된 항목의 순서를 사용자 정의하는 수준을 제공했다.
애플 메뉴에는 데스크 액세서리로 구현된 종료 명령도 포함되어 있다. 제어판 폴더에 대한 별칭도 존재했다. 시스템 7.0은 또한 이전 버전의 검은색 로고와 달리 무지개 줄무늬 로고를 사용한 최초의 버전이었다. 시스템 7.0에서는 검은색 로고가 회색조 모드로 유지되었으며 모니터 제어판이 "수천" 또는 "수백만"의 회색을 표시하도록 설정되었을 때 사용되었지만 나머지 디스플레이는 컬러였다.
시스템 7.0에는 멀티태스킹 기능이 내장되어 있어 MultiFinder가 옵션에서 제거되었다. 시스템 6에서처럼 사용자가 실행 중인 여러 응용 프로그램 사이를 전환할 수 있도록 하는 기능은 메뉴 모음의 반대쪽에 자체 메뉴(활성 응용 프로그램의 아이콘으로 나타남)가 제공되었다. Mac OS 8.5부터 이 새로운 메뉴에는 사용자가 메뉴 하단에서 커서를 아래로 끌 때 메뉴 표시줄에서 메뉴가 분리되어 자유롭게 움직이는 창이 되는 고유한 "분리" 기능이 제공되었다. 이 경우 "Application Switcher"라는 애플리케이션을 실행했다.
시스템 7.5에는 애플 메뉴의 폴더와 디스크에 하위 메뉴를 추가하여 폴더나 디스크의 내용을 표시하는 애플 메뉴 옵션 제어판이 추가되었다. 이전 버전의 시스템 7에서는 파인더에서 폴더를 여는 표준 메뉴 항목만 표시했다. 애플 메뉴 옵션은 또한 최근 응용 프로그램, 최근 문서 및 최근 서버를 애플 메뉴에 추가했다. 사용자는 원하는 최근 항목 수를 지정할 수 있다.

## macOS
macOS(이전에는 Mac OS X 및 OS X로 알려짐)에는 완전히 새롭게 디자인된 애플 메뉴가 있다. 특수 메뉴의 시스템 관리 기능이 통합되었다. 애플 메뉴는 Mac OS X 퍼블릭 베타에서 완전히 누락되었으며 메뉴 막대 중앙에 작동하지 않는 애플 로고로 대체되었지만 Mac OS X 10.0에서는 메뉴가 복원되었다. 시스템 7에 구현된 빠른 파일 액세스 기능은 제거되었지만 타사 유틸리티인 Unsanity의 FruitMenu는 OS 10.6(스노 레퍼드)의 출현으로 작동이 중단될 때까지 애플 메뉴를 기존 기능으로 복원했다.
이제 애플 메뉴는 시스템 정보 가져오기, 소프트웨어 업데이트, 맥 앱 스토어(Mac App Store) 실행, 시스템 환경설정 열기, 독 환경설정 지정, 위치(네트워크 구성) 설정, 최근 항목 보기(응용 프로그램, 문서 및 서버), 응용 프로그램 강제 종료, 전원 관리(절전, 다시 시작, 종료), 로그아웃 등에 할당된다.

## 같이 보기
- 시작 메뉴